# السكة الحديد (لوحة)
السكة الحديد((بالفرنسية: Le Chemin de fer)‏)، وتشتهر باسم محطة سان-لازار، هي لوحة رسمها إدوارد مانيه في عام 1873.

## وصف اللوحة
تصور اللوحة منظر طبيعي لسيدة جالسة في منطقة حضرية في باريس في أواخر القرن العشرين. تظهر في الصورة الفتاة التي ظهرت في آخر لوحاته، زميلته فيكتورين ميرو، وهي فتاة لوحات اولمبيا وطعام الغداء في الحقل.
تجلس فيكتورين أمام سياج حديدي وتحمل جرو نائم وتفتح كتاب على ركبتيها. بجانبها تقف فتاة صغيرة ظهرها للرسام، وهي تراقب مرور القطارات في الأسفل.